# Nitrica (řeka)
Nitrica (též Belanka) je 51,4 km dlouhá řeka na západním Slovensku, pravostranný přítok Nitry, s plochou povodí 319 km².

## Pramen
Pramení ve Strážovských vrších pod hřebenem mezi vrchy Homôľka (907 m n. m.) a Vápeč (956 m n. m.) v nadmořské výšce 820 m.

## Průběh toku
Nejprve teče na jihovýchod k osadě Stanáková, prolamuje se přes vápencové území a tvoří kaňon (Prielom Nitrice). Přes obec Valaská Belá teče východním směrem, v obci přibírá menší přítoky z obou stran a za obcí opět teče na jihovýchod až k osadě Klin (okres Prievidza). Tady z levé strany přibírá Jaseninu (která spolu s přítoky odvodňuje Kohútovu, Zliechovskou a Slávikovu dolinu) a teče na jih. Vstupuje do Hornonitranské kotliny (podcelek Rudnianská kotlina), rozděluje obec Liešťany na části Lomnica a Dobročná, protéká celou obcí Liešťany, na jejímž území zleva přibírá Nevidzianský potok a pod obcí řeka Nitrica vtéká do vodní nádrže Nitrianské Rudno. Přímo do vodní nádrže ústí z pravé strany potok Bystrica a pod přehradní zdí zleva Dlžínka a později zprava Rudnianka. Dále odděluje obec Banky (na levém břehu) od Ješkovy Vsi (na pravém břehu), u obce Diviaky nad Nitricou přibírá pravostranný Diviacký potok, pod obcí se koryto rozděluje na dvě ramena, která se opětovně spojují v obci Diviacka Nová Ves. Řeka se dále obloukem stáčí na západ a prořezává se Vestenickou bránou přes jižní výběžek Strážovských vrchů do Nitranské pahorkatiny. Ve Vestenické bráně protéká obcemi Nitrica a Dolné Vestenice a obloukem se stáčí opět na jih do Nitranské pahorkatiny. U obce Hradište teče zachovalým lužním lesem, následně protéká obcí Skačany a jižně od obce vytváří větší ostrov s osadou Dolný mlyn. Nakonec se stáčí na jihozápad, zleva přibírá ještě Krštenianský potok a vtéká do intravilánu města Partizánske, kde se na jeho jižním okraji vlévá do Nitry. Nitrica je vrchovino-nížinným typem řeky.